# Lo Vial (métro de Santiago)
Lo Vial est une station de la Ligne 2 du métro de Santiago, dans la commune de San Miguel.

## Histoire
La station est ouverte depuis 1978. Son nom vient est parce qu'il est situé à l'intersection de la Gran Avenida avec la rue Blanco Viel est situé juste au-dessus de la station.